# Associação Brasileira de Economistas pela Democracia
A Associação Brasileira de Economistas Pela Democracia (Abed)  é uma organização que congrega economistas, profissionais afins e estudantes de Economia comprometidos com a defesa da Democracia e o desenvolvimento econômico sustentável do Brasil. Eles buscam apresentar um programa nacional de desenvolvimento que inclua toda a população e lute pela soberania do Brasil.

## Princípios da entidade
- Reafirmação do papel histórico dos economistas brasileiros no processo de desenvolvimento nacional;

- Questionamento do processo de desenvolvimento desigual entre os países, aprofundado sob a égide da ideologia neoliberal nesse momento de marcada globalização financeira e intensa concentração de renda, riqueza e poder;

- Combate às profundas desigualdades presentes no país, de matizes sociais e regionais, realimentadas diuturnamente tanto por um pensamento e um sistema econômico excludente;

- Defesa da manutenção do espírito originário dos Constituintes de 1988 que, enfrentando nossa histórica desigualdade, construíram um robusto sistema de proteção social;

- Luta incessante a favor da estabilidade das instituições democráticas nacionais;

- Integração às lutas contra o fascismo e o neoliberalismo em âmbito nacional e internacional.[8][9]